# Hiro (fotógrafo)
Yasuhiro Wakabayashi, conocido como Hiro, (Shanghái, 3 de noviembre de 1930-Erwinna, 15 de agosto de 2021) fue un fotógrafo chinoestadounidense que ha destacado por sus reportajes de fotografía de modas y de publicidad.

## Biografía
Nació en Shanghái en el seno de una familia japonesa que regresó a Japón al finalizar la Segunda Guerra Mundial. En 1954 viajó a Nueva York para estudiar fotografía pero descontento con su aprendizaje entró como aprendiz en el estudio fotográfico de Lester Bookbinder y Reuben Samberg, pero en 1956 se convirtió en asistente de Richard Avedon, aunque también realizó algún trabajo como asistente de Alexey Brodovitch.
A finales de 1957 empezó a trabajar como fotógrafo independiente y colaborando asiduamente en Harper's Bazaar y Opera News entre 1956 y 1975. En 1969 fue nombrado fotógrafo del año por la Sociedad Americana de Fotógrafos de Revistas. La revista American Photographer le dedicó un número monográfico en 1982.
Su trabajo que se puede considerar surrealista en muchas ocasiones, ejerció bastante influencia en los años sesenta del siglo XX ya que empleaba una rigurosa composición fotográfica dotada de sencillez. En 1999 Richard Avedon editó un libro con sus fotografías titulado Hiro: Photographs.